# 샤브란구
샤브란구(아제르바이잔어: Şabran rayonu)는 아제르바이잔 북동부에 위치한 구로 행정 중심지는 샤브란이며 면적은 1,739km2, 인구는 46,800명이다. 동쪽으로는 카스피해와 접하며 2010년 이전까지는 대배치구(아제르바이잔어: Dəvəçi rayonu)로 알려져 있었다.